# Turoyo
Turoyo (även kallat surayt och turabdinska) är ett nyarameiskt språk som talas av assyrier/syrianer från Tur Abdin, i sydöstra Turkiet, i nordöstra Syrien samt i diasporan. De flesta talare av språket använder klassisk syriska (kthobhonoyo) som skriftspråk och i liturgin. Idag är de flesta talare av turoyo medlemmar i syrisk-ortodoxa kyrkan även om det finns en del kaldeisk-katolska som talar språket, framför allt från staden Midyat. Fram till 1800-talet fanns det även medlemmar i österns assyriska kyrka i Bägoge/Tur-Izlå, men dessa konverterade senare till den syrisk-ortodoxa kyrkan. Turoyon är i det egna språket välkänt som suryoyo (ܣܘܪܝܝܐ), tidigare surayt (ܣܘܼܪܲܝܬ). Språket är delvis ömsesidigt begripligt med suret.